# João José
João Miguel Sequeira José (ur. 7 czerwca 1978 w Portimão) – portugalski siatkarz, reprezentant kraju, grający na pozycji środkowego.

## Sukcesy klubowe
Puchar Portugalii:
- 2004

Mistrzostwo Portugalii:
- 2004, 2016
- 2014, 2015
- 2017

Puchar Niemiec:
- 2005, 2006, 2007, 2008, 2012

Mistrzostwo Niemiec:
- 2005, 2006, 2007, 2008, 2009, 2010, 2011
- 2013

Liga Mistrzów:
- 2007

## Sukcesy reprezentacyjne
Liga Europejska:
- 2010
- 2007
- 2009

## Nagrody indywidualne
- 2002: Najlepszy blokujący Mistrzostw Świata
- 2010: Najlepszy atakujący Ligi Europejskiej